# Rada Mihalcea
Rada Mihalcea (n. secolul al XX-lea, Cluj-Napoca, România) este profesoară de informatică și inginerie la Universitatea din Michigan. Cercetările sale se concentrează în domeniile prelucrării limbajului natural, procesării multimodale și științelor sociale computaționale.

## Carieră
Mihalcea a absolvit Universitatea Tehnica Cluj-Napoca în anul 1992, iar ulterior a obținut doctoratul în informatică și inginerie de la Southern Methodist University⁠(d) (2001) și doctoratul în lingvistică de la Universitatea Oxford (2010). În 2017 a fost numită Directoare a Laboratorului de Inteligență Artificială de la Universitatea din Michigan. În 2018, Mihalcea a fost aleasă vicepreședinte al Asociației pentru Lingvistică Computațională (ACL). Este profesoara de informatică și inginerie la Universitatea din Michigan, unde conduce și Laboratorul de Limbi și Tehnologii Informaționale (LIT).
Din 1998, Mihalcea a publicat peste 220 de articole, abordând subiecte care variază de la analiza semantică a textului la detectarea minciunilor. În anul 2008, președintele american Barack Obama i-a acordat Premiul Prezidențial pentru Carieră Timpurie pentru Oamenii de Știință și Ingineri (Presidential Early Career Award for Scientists and Engineers⁠(d)).
Mihalcea este un promotor al diversității în informatică. De asemenea, susține extinderea analizei tradiționale a succesului educațional, care tinde să se concentreze doar asupra comportamentului academic, pentru a include viața de student, personalitatea și mediul din afara clasei. Mihalcea conduce Girls Encoded, un program conceput pentru a dezvolta și menține carierele femeilor în informatică.

## Cercetare
Mihalcea este recunoscută pentru cercetările sale în prelucrea limbajului natural, procesarea multimodală și științele sociale computaționale. Într-o colaborare pe care o conduce la Universitatea din Michigan, Mihalcea a creat un sistem care poate detecta minciuna umană. Într-un studiu al clipurilor video cu cazuri judiciare de profil, sistemul automat a fost mai precis în detectarea înșelăciunii decât judecătorii umani.
Sistemul de detectare a minciunilor creat de Mihalcea folosește tehnici de învățare automată pentru a analiza clipuri video ale proceselor reale. În studiul ei din 2015, echipa a folosit clipuri din The Innocence Project, o organizație națională care depunde eforturi pentru reexaminarea cazurilor în care indivizii au fost judecați fără a beneficia de testarea ADN, cu scopul de a exonera persoanele condamnate pe nedrept. După identificarea gesturilor umane obișnuite, au transcris sunetul din clipurile video ale încercărilor și au analizat cât de des subiecții care erau etichetați drept înșelători foloseau diferite cuvinte și fraze. Sistemul a obținut o precizie de 75% în identificarea subiecților care erau înșelători dintr-o colecție de 120 de videoclipuri. Această performanță plasează algoritmul lui Mihalcea la același nivel cu cea mai frecvent acceptată formă de detectare a minciunilor, testele poligrafice, care sunt aproximativ 85% corecte atunci când testează persoane vinovate și 56% corecte când testează persoanele nevinovate. Mihalcea observă totuși că sistemul poate fi îmbunătățit, în special pentru a ține cont de diferențele culturale și demografice. Un avantaj posibil unic al studiului lui Mihalcea a fost utilizarea de filmări ale unor procese reale, în care miza este libertatea umană. În experimentele de laborator, este dificil de creat un cadru care să îi motiveze pe oameni să mintă cu adevărat.
În 2018, Mihalcea și colaboratorii săi au lucrat la un sistem automat care identifică indicii lingvistice în știrile false. Acest sistem a găsit cu succes falsuri până la 76% din cazuri, comparativ cu o rată de succes umană de doar 70%.